# Forbidden (Black Sabbath)
Forbidden è il diciottesimo album in studio del gruppo heavy metal Black Sabbath, pubblicato nel giugno del 1995.

## Il disco
L'album è stato registrato con la formazione che aveva inciso cinque anni prima l'album Tyr: Geezer Butler e Bill Ward (quest'ultimo riunitosi al gruppo durante le ultime date della tournée di Cross Purposes) avevano infatti abbandonato consentendo quindi il ritorno di Neil Murray al basso e Cozy Powell alla batteria.
L'album, prodotto da Ernie C (chitarrista del gruppo metal Body Count), non ricevette buoni pareri da parte della critica e del pubblico, e vide un inabissamento di vendite (questa crisi non si vedeva dai tempi di Seventh Star, anch'esso fortemente criticato). Nel brano Illusion of Power è presente come ospite il rapper Ice-T (compagno di gruppo di Ernie C) che ha collaborato alla stesura del testo della canzone.
Il lavoro presenta una bonus track, Loser Gets It All, che compare solamente nella versione distribuita nel mercato giapponese. Nel disco si trova anche la traccia Guilty as Hell, ove si vociferava che fosse una canzone riguardante il giocatore di football americano O.J. Simpson, accusato e poi assolto dall'aver ucciso la moglie. Queste voci vennero smentite da Iommi stesso.

## Tracce
Tutti i brani sono stati composti dal gruppo, mentre i testi da Tony Martin, eccetto dove indicato.
1. The Illusion of Power – 4:51 (testo: Martin, Ice-T)
2. Get a Grip – 3:58
3. Can't Get Close Enough – 4:27
4. Shaking Off the Chains – 4:02
5. I Won't Cry for You – 4:47
6. Guilty as Hell – 3:27
7. Sick and Tired – 3:29
8. Rusty Angels – 5:00
9. Forbidden – 3:47
10. Kiss of Death – 6:06

Bonus track nella versione giapponese
1. Loser Gets It All – 2:55

## Formazione
- Tony Martin - voce
- Tony Iommi - chitarra
- Geoff Nicholls - tastiere
- Neil Murray - basso
- Cozy Powell - batteria